# Takydromus kuehnei
Takydromus kuehnei là một loài thằn lằn trong họ Lacertidae. Loài này được Van Denburgh mô tả khoa học đầu tiên năm 1909.